# Stade Beroe
Le stade Beroe (en bulgare : Стадион Бeрое) est un stade multisports situé à Stara Zagora en Bulgarie.
Le stade a une capacité de 12 128 places et a été inauguré le 4 avril 1959.
- Championnat d'Europe de football des moins de 17 ans 2015